# The Cuphead Show!
The Cuphead Show! ist eine amerikanische, von David Wasson entwickelte Zeichentrickserie, basierend auf dem Videospiel Cuphead von 2017, dessen Entwickler für die Serie als Executive Producer fungieren. Wie das Spiel zeichnet sich die Serie durch einen Animationsstil und Humor aus, der an Cartoons der 1930er angelehnt ist. Die Serie besteht aus drei Staffeln, die alle 2022 bei Netflix erschienen.

## Figuren und Handlung
Auf den Tintenfassinseln leben anthropomorphe Tiere und Gegenstände. Die zwei Hauptfiguren sind Tassilo und Pottkopp, deren Kopf auf ihrem dünnen, schwarzen Körper entsprechend eine Tasse beziehungsweise ein Becher ist, jeweils mit einem Strohhalm und gefüllt mit Milch. Sie leben bei ihrem Großvater Opa Kessel in einer teekannen-förmigen Hütte mit Garten. Tassilo ist impulsiv und unvorsichtig, Pottkopp vernünftig und vorsichtig, lässt sich aber doch häufig schnell von Tassilo zu gefährlichen Abenteuern überreden. Nach einem solchen schuldet Tassilo dem Teufel seine Seele, der von da an immer wieder versucht, sie ihm wegzunehmen.
Bald machen sie Bekanntschaft mit dem Mädchen Fräulein Kelch, das mit Stepptanz und ihrem Charme die Leute bezirzt, um sie zu betrügen, aber damit die Jungs auch in Schwierigkeiten bringt. Sie hat neben ihrer körperlichen auch eine Geistform, in der sie besondere Kräfte hat und etwa auch von anderen Besitz ergreifen kann. Sie war nach ihrem Tod einen Deal mit dem Teufel eingegangen, um eine weitere Chance zu erhalten, schuldet ihm dafür aber einen Gefallen: Sie soll Tassilo und Pottkopp verraten. In einem finalen Wettbewerb aber können erst Kelch und dann Tassilo jeweils gegen den Teufel gewinnen.
Die letzten Momente der Serie führen zum Beginn der Ereignisse des Spiels.

## Episodenliste
| Staffel | Episoden | Veröffentlichung |
| ------- | -------- | ---------------- |
| 1       | 12       | 18. Feb. 2022    |
| 2       | 13       | 19. Aug. 2022    |
| 3       | 11       | 18. Nov. 2022    |

Alle Episoden wurden von Adam Paloian oder Clay Morrow inszeniert und von einem Team aus den Regisseuren Paiolan und Morrow, Showrunner David Wasson sowie Deeki Deke und Cosmo Segurson geschrieben.
Bei regulärer Episodendauer ist die Geschichte etwa 11 Minuten lang, die Episode mit Abspann um 15 Minuten. Vier Episoden haben Doppellänge von 19 bis 22 Minuten. Nur die Episode 3.06 als Weihnachts-Special ist eine halbe Stunde lang.

### Staffel 1
| Nr. (ges.) | Nr. (St.) | Deutscher Titel           | Originaltitel          | Regie        |
| --- | --------- | ------------------------- | ---------------------- | ------------ |
| 1 | 1         | Jahrmarkt des Schreckens  | Carn-Evil              | Adam Paloian |
| Tassilo spielt auf dem Jahrmarkt Skee-Ball. Mit dem Gerät sammelt der Teufel die Seelen der Verlierer ein. Als Tassilo verliert, laufen er und Pottkopp davon und sorgen dafür, dass der Teufel den Automaten zerstört. Nun schuldet Tassilo dem Teufel seine Seele. |           |                           |                        |              |
| 2 | 2         | Unerwarteter Besuch       | Baby Bottle            | Clay Morrow  |
| Während Opa Kessel nicht im Haus ist, wird vor der Tür ein Baby ausgesetzt (ein Babyfläschchen), um das Tassilo und Pottkopp sich kümmern sollen. Es verwüstet aber das Haus und zerstört Kessels Radio. Als es endlich schläft, setzen sie es beim nächsten Haus aus. |           |                           |                        |              |
| 3 | 3         | Ribby & Quak              | Ribby and Croaks       | Adam Paloian |
| Tassilo und Pottkopp kommen zu einem Fährschiff, in dem zwei Frösche einen Club betreiben. Sie schleichen sich durch den Lüftungsschacht herein, um die Eiscreme des Clubs zu essen. |           |                           |                        |              |
| 4 | 4         | Vorsicht, zerbrechlich!   | Handle with Care       | Clay Morrow  |
| Beim Raufen bricht Pottkopps Henkel ab. Vergeblich versucht Tassilo, ihn anzukleben oder zu ersetzen. Kessel erzählt, sein Babyhenkel sei abgefallen und ein Männerhenkel werde folgen. In der Nacht klebt Kessel den Henkel heimlich wieder an. |           |                           |                        |              |
| 5 | 5         | Die Würfel werden rollen  | Roll the Dice          | Adam Paloian |
| Tassilo und Pottkopp landen zufällig im Studio der Sendung „Roll den Würfel“ des Moderators König Würfel, der sie benutzt, um für den Teufel die Seelen der Spieler zu sammeln. Obwohl sie manipuliert ist, schafft Tassilo es zu verlieren. Dafür feuert der Teufel König Würfel. |           |                           |                        |              |
| 6 | 6         | Es gibt keine Geister     | Ghosts Ain’t Real!     | Adam Paloian |
| Nachdem sie einen Horrorfilm im Kino geschaut haben, nehmen Tassilo und Pottkopp eine Abkürzung durch den Friedhof. Drei gelangweilte Geister versuchen dort, sie zu erschrecken. |           |                           |                        |              |
| 7 | 7         | Bei der Wurzel gepackt    | Root Packed            | Clay Morrow  |
| Während Tassilo und Pottkopp auf Kessels Garten aufpassen sollen, erscheinen drei obdachlose Schmarotzer, die anbieten, die Aufgabe zu übernehmen. Stattdessen schmeißen sie eine Party und zerstören den Garten. |           |                           |                        |              |
| 8 | 8         | Kleider retten Leute      | Sweater Off Dead       | Adam Paloian |
| Tassilo hat Albträume von dem Teufel. Nachdem sie ein Orakel befragt haben, strickt Pottkopp einen unsichtbaren Pullover, der ihn beschützen soll. In der Hölle ermahnt Buchprüfer Pedant den Teufel, dass er sich noch Tassilos Seele holen muss, doch der Pullover versetzt ihm elektrische Schläge. Nach mehreren erfolglosen Versuchen, Tassilo dazu zu bringen, den Pullover auszuziehen, behauptet der Teufel gegenüber Pedant einfach, Tassilos Seele eingesammelt zu haben. |           |                           |                        |              |
| 9 | 9         | Pech gehabt               | Sweater Luck Next Time | Clay Morrow  |
| Der Teufel gesteht seinem Handlanger, gelogen zu haben, und versucht erneut, Tassilo dazu zu bringen, den Pullover zu bringen. Während sie für eine Achterbahn anstehen, gesteht Tassilo Pottkopp, den Pullover seit Stunden nicht mehr zu tragen. Als der Teufel erscheint, kann Pottkopp noch rechtzeitig den Pullover finden und zieht ihn dem Teufel über, der geschockt wird. Zurück in der Hölle versteckt der Handlanger den Pullover an einem geheimen Ort.                 |           |                           |                        |              |
| 10 | 10        | Ein gefährlicher Pottkopf | Dangerous Mugman       | Clay Morrow  |
| Verkäufer Schwarte gibt Tassilo und Pottkopp den Auftrag, eine Lieferung vom Berg Eruptus zu holen. Pottkopp hat Angst, aber mit einem Glücksbringer gibt Tassilo ihm Mut, sich Gefahren zu stellen. So bringen sie Schwarte vom Berg ein Drachenei. |           |                           |                        |              |
| 11 | 11        | Schläfchen im Dreck       | Dirt Nap               | Clay Morrow  |
| Kessel belauscht die Jungen und glaubt fälschlicherweise, dass sie ihn für alt halten und erlösen wollen. Dabei sprechen sie von ihrem Haustier, einem Regenwurm, den sie begraben. |           |                           |                        |              |
| 12 | 12        | Zauberhaft                | In Charm’s Way         | Adam Paloian |
| In der Stadt treffen die Jungen Fräulein Kelch, die ihnen beibringt, wie sie andere mit Charme bezirzt, um Dinge kostenlos zu erhalten. Auf diese Weise gelangen sie in eine Keksfabrik. Als die Polizei erscheint, entschwindet Kelch als Geist, und die Jungen werden festgenommen. |           |                           |                        |              |

### Staffel 2
| Nr. (ges.) | Nr. (St.) | Deutscher Titel         | Originaltitel          | Regie                      |
| --- | --------- | ----------------------- | ---------------------- | -------------------------- |
| 13 | 1         | Befreiungsschlag        | Jailbroken             | Adam Paloian               |
| Tassilo und Pottkopp versuchen mehrfach, aus dem Gefängnis auszubrechen. Als es ihnen gelingt und sie nach Hause kommen, erzählt Kessel, dass ihn in der Zwischenzeit Kelch besucht hat. |           |                         |                        |                            |
| 14 | 2         | Verhext und zugenäht    | Charmed and Dangerous  | Clay Morrow                |
| Kelch kommt zu dem Haus, auf der Flucht vor einem Mob derer, die sie betrogen hat. Die drei amüsieren sich in der Stadt, bis der Mob erscheint. Kelch enthüllt ihre Geistform, um den Mob zu vertreiben. |           |                         |                        |                            |
| 15 | 3         | Abenteuer auf hoher See | A High Seas Adventure! | Adam Paloian               |
| Tassilo und Pottkopp schleichen sich auf ein Piratenschiff. Captain Pökelbart fährt mit ihnen auf See, um seine große Liebe zu finden: eine Sirene namens Cala Maria. Als sie diese finden, weist sie ihn aber ab. |           |                         |                        |                            |
| 16 | 4         | Ein anderer Bruder      | Another Brother        | Adam Paloian               |
| Nach einem Streit über Tassilos gefährliche Ideen sucht dieser sich einen neuen Bruder: Schüsseljunge. Der macht bedenkenlos alles mit, doch bald geht er selbst für Tassilo zu weit. |           |                         |                        |                            |
| 17 | 5         | Süße Versuchung         | Sweet Temptation       | Clay Morrow                |
| Nachdem Tassilo Pottkopps Süßigkeiten gegessen hat, landet er plötzlich im Süßigkeitenland der Baroness von Bonbon. Er dürfe dort alles essen, außer von ihrem Schloss, aber niemandem von dem Land erzählen. Er erzählt Pottkopp davon und nimmt ihn beim zweiten Mal hin, der vom Schloss isst. Die Baroness verwandelt sie in Süßigkeiten, um sie zu essen, aber sie können gerade noch entkommen. |           |                         |                        |                            |
| 18 | 6         | Eiskalter Störenfried   | The I Scream Man       | Adam Paloian               |
| Während Tassilo und Kessel in der Stadt sind, will Pottkopp die Ruhe beim Lesen genießen, aber wird dabei immer wieder von der Musik des Eiscremetrucks gestört, bis er ausrastet und den Fahrer anbrüllt. |           |                         |                        |                            |
| 19 | 7         | Klavierstunde           | Piano Lesson           | Clay Morrow                |
| Pottkopp nimmt Klavierstunden bei dem Lehrer Ludwig. Während er aber kein Talent hat, zeigt sich überraschend, wie gut Tassilo ist, sodass Pottkopp eifersüchtig wird. |           |                         |                        |                            |
| 20 | 8         | Lasst die Dämonen los!  | Release the Demons!    | Adam Paloian & Clay Morrow |
| Um Tassilos Seele einzusammeln, schickt der Teufel Dämonen und die vier Reiter auf die Erde, was aber nicht zum Erfolg führt. Als der Teufel sie selbst holen will, enthüllt Pedant, dass die Schuldfrist von 30 Tagen abgelaufen ist, und der Teufel entdeckt, dass Pedant den schützenden Pullover trägt.                                                                                           |           |                         |                        |                            |
| 21 | 9         | Tödlich pleite          | Dead Broke             | Adam Paloian               |
| Tassilo, Pottkopp und Kelch betrügen die Leute, indem sie in ihrer Geistform einen Spuk vortäuscht und die Jungen sich als Geisterjäger ausgeben. In einem Gruselhaus treffen sie aber auf vier echte Geister. |           |                         |                        |                            |
| 22 | 10        | Rattenscharf aufgepasst | Rats All, Folks        | Clay Morrow                |
| Während Tassilo und Pottkopp einen Kuchen vorbereiten, um Kessel zu überraschen, entdecken sie eine Ratte im Haus. Die Versuche, sie zu vertreiben, verwüsten das Haus. |           |                         |                        |                            |
| 23 | 11        | Bitte lächeln!          | Say Cheese             | Clay Morrow                |
| Als Kessel versucht, ein Familienfoto mit den Jungen zu schießen, zeigt sich ihnen zufällig, dass er einmal als Baby Werbemodel war, was er jetzt aber peinlich findet. |           |                         |                        |                            |
| 24 | 12        | Im Wald verlaufen       | Lost in the Woods      | Adam Paloian               |
| Beim Holzholen im Wald verlaufen Tassilo und Pottkopp sich und gehen getrennte Wege. Tassilo verwildert, während Pottkopp sich eine Hütte baut. Als Kessel erscheint, erkennen sie, dass sie immer in der Nähe ihres Zuhause waren. |           |                         |                        |                            |
| 25 | 13        | Des Teufels Dreizack    | The Devil’s Pitchfork  | Clay Morrow                |
| Während der Teufel auf der Oberfläche Chaos verbreitet, verlegt er im Wald seinen Dreizack, den Tassilo findet. Der Teufel will ihn sich wieder holen, enthüllt er versehentlich, dass Tassilos Seelenschuld abgelaufen ist. Weil Tassilo darauf den Dreizack nicht zurückgeben will, nimmt der Teufel ihm im Gegenzug etwas Wertvolles und entführt Pottkopp in die Hölle.                           |           |                         |                        |                            |

### Staffel 3
| Nr. (ges.) | Nr. (St.) | Deutscher Titel               | Originaltitel           | Regie                      |
| --- | --------- | ----------------------------- | ----------------------- | -------------------------- |
| 26 | 1         | Die Rache des Teufels         | The Devil’s Revenge!    | Adam Paloian               |
| Während der Teufel versucht, Pottkopps Geist zu brechen, bleibt dieser zuversichtlich, dass Tassilo ihn retten wird. Dieser erfährt vom Orakel die Regeln über den Besitz eines Dreizacks und den Weg zur Hölle. Er geht dorthin und kann mit Pottkopp fliehen. |           |                               |                         |                            |
| 27 | 2         | Geh nicht an die Tür          | Don’t Answer the Door   | Adam Paloian               |
| Ein Korb mit Babyfläschchen steht wieder vor der Tür. Tassilo und Pottkopp einigen sich, die Tür nicht zu öffnen, damit sie selbst in Sicherheit bleiben, aber sie werden in Versuchung geführt, die Tür zu öffnen, als zusätzlich ein Bär erscheint. |           |                               |                         |                            |
| 28 | 3         | Bühne frei                    | Cupstaged               | Clay Morrow                |
| Der Teufel geht an die Oberfläche, um am Theater für eine Rolle vorzusprechen, um die sich auch Tassilo und Pottkopp bemühen. Ihre Versuche, sich gegenseitig auszustechen, führen aber zur Disqualifikation aller drei. |           |                               |                         |                            |
| 29 | 4         | Überfahren                    | Roadkill                | Clay Morrow & Adam Paloian |
| Als Pedant den Teufel erinnert, dass er diesen Monat noch keine Seele geerntet hat, will der Teufel erneut versuchen, Tassilos Seele zu holen. Er wird dabei aber von Kessel überfahren, der ihn für eine Katze hält und zur Pflege ins Haus holt. |           |                               |                         |                            |
| 30 | 5         | Der perfekte Weihnachtsbaum   | Holiday Tree-dition     | Clay Morrow                |
| Zu Weihnachten schickt Kessel Tassilo und Pottkopp aus, einen Weihnachtsbaum zu finden. Nachdem sie keinen von Schwarte kaufen können, finden sie den perfekten im Wald, der ihnen aber davonrollt. |           |                               |                         |                            |
| 31 | 6         | Teuflische Weihnachten        | A Very Devil Christmas  | Adam Paloian               |
| Der Teufel erfährt von der Liste des Weihnachtsmanns. Er reist mit seinem Handlanger zum Nordpol, wo er vom Weihnachtsmann erfährt, dass er auf der Unartig-Liste steht. Als er es nicht schafft, einen Tag lang artig zu sein, wird der Teufel in den Weihnachtsmann verwandelt und muss dessen Job ausführen. |           |                               |                         |                            |
| 32 | 7         | Sonderlieferung               | Special Delivery        | Clay Morrow                |
| Tassilo, Pottkopp und Kelch sollen für Schwarte ein Paket ausliefern. Unterwegs schauen sie nach und sehen, dass es rote Tanzschuhe sind. Schwarte erfährt indessen, dass die Schuhe um Sonnenuntergang explodieren werden. |           |                               |                         |                            |
| 33 | 8         | Die Würfel sind gefallen      | Down & Out              | Adam Paloian               |
| Nachdem der Teufel König Würfel gefeuert hat, wurde dieser obdachlos. Tassilo verhilft ihm zu einem Comeback und einem Club in einer Scheune. Als der Teufel dort erscheint, enthüllt König Würfel ihm, dass er mit einem Managervertrag für Tassilo gleichzeitig dessen Seele einsammeln will. Doch plötzlich hat Tassilo keine Lust mehr, sein Manager zu sein. |           |                               |                         |                            |
| 34 | 9         | Spritztour                    | Joyride                 | Clay Morrow                |
| Kessel nimmt Tassilo und Pottkopp auf eine Spritztour mit in die Stadt. Dort erkennen sie, dass Kelch ihn besetzt hat. Zu dritt gehen sie zu einer Wahrsagemaschine im Freizeitpark. Kelchs Karte zeigt ihr den Teufel. Dessen Handlanger holt sie ab in die Hölle. |           |                               |                         |                            |
| 35 | 10        | Tanz mit der Gefahr           | Dance with Danger       | Clay Morrow                |
| Rückblicke zeigen Kelchs Geschichte: Sie wuchs in einem Waisenhaus auf, wo sie keinen Spaß haben durfte, und floh von dort in die Stadt. Sie entdeckte, dass die Leute ihr kostenlos Dinge geben, wenn sie tanzt. Eines Tages aber wurde sie von einer Straßenbahn überfahren und kam in die Hölle. Der Teufel machte mit ihr einen Deal, dass sie eine zweite Chance erhielt, ihm dafür aber einen Gefallen schuldet. In der Gegenwart fordert der Teufel den Gefallen ein: sie soll Tassilo und Pottkopp verraten. |           |                               |                         |                            |
| 36 | 11        | Der Teufel und das liebe Geld | The Devil & Ms. Chalice | Adam Paloian               |
| Der Teufel und Kelch streiten darüber, wer von ihnen der beste Tänzer ist, und veranstalten ein Tanzduell vor allen Bewohnern der Insel und der Hölle. Kelch scheint zu gewinnen, rutscht aber auf Tassilos Murmeln aus. Um sie zu retten, fordert Tassilo den Teufel zu Schere, Stein, Papier heraus, wovon er jede Runde gewinnt, sodass der Teufel schließlich die drei ziehen lassen muss. Einen Monat später treffen sie zufällig auf des Teufels Casino.                                                       |           |                               |                         |                            |

## Synchronisation
Die deutschsprachige Synchronisation entstand nach Dialogbüchern von Franciska Friede und unter der Dialogregie von Anja Topf durch die Synchronfirma CSC-Studio in Hamburg. Die deutschen Liedtexte wurden von Patrick Steinmann geschrieben, der die musikalische Leitung zusammen mit Bassel Hallak innehatte.
| Rolle                        | Originalsprecher      | Synchronsprecher  |
| ---------------------------- | --------------------- | ----------------- |
| Tassilo (Cuphead)            | Tru Valentino         | Alexander Merbeth |
| Pottkopp (Mugman)            | Frank Todaro          | Nils Rieke        |
| Opa Kessel (Elder Kettle)    | Joe Hanna             | Achim Buch        |
| Teufel                       | Luke Millington-Drake | Jörn Linnenbröker |
| Handlanger des Teufels       | David Wasson          | Christos Topulos  |
| Fräulein Kelch (Ms. Chalice) | Grey Griffin          | Franciska Friede  |
| Weitere                      |                       |                   |
| Ribby                        | Chris Wylde           |                   |
| Quak (Croaks)                | Rick Zieff            |                   |
| Schwarte (Porkrind)          | Cosmo Segurson        |                   |
| Schüsseljunge (Bowlboy)      | Keith Ferguson        | Tim Kreuer        |
| König Würfel (King Dice)     | Wayne Brady           | Robin Brosch      |
| Pedant (Stickler)            | Andrew Morgado        | Jason Minthe      |

## Produktion

### Idee und Produktion
Die Cuphead Show! basiert auf dem 2017 erschienenen Videospiel Cuphead des Studio MDHR, das als Tribut an die goldene Zeit der Animation in den 1930er Jahren den „rubber hose“ (Gummischlauch) genannten Stil der Cartoons von Max Fleischer und Walt Disneys Micky Maus und Silly Symphonies. Kurz nach Veröffentlichung des Spiels sprach Netflix die Entwickler Chad und Jared Moldenhauer auf die Idee, daraus eine Serie zu machen, an. Diese führten umfangreiche Interviews auf der Suche nach einem kreativen Leiter für die Serie und fanden sie in David Wasson und seinem Co-Executive Producer Cosmo Segurson. Wasson hatte zuvor sechs Jahre als Autor und Regisseur für die neue Micky-Maus-Zeichentrickserie gearbeitet, die ebenfalls eine Rückkehr an die alten Cartoons darstellte.
Die Serie, die im Juli 2019 angekündigt wurde, ist durch Netflix Animation und Kings Feature Syndicate produziert, für das CJ Kettler als Executive Producer agierte neben den Moldenhauer, Wasson und Segurson.

### Animation
Wasson definiert den „rubberhose“-Stil, dass den Figuren Knie und Schulter fehlen, wodurch ihre Glieder elastische Zylinder sind und nicht anatomischen Regeln folgen. Die Serie benutzt neben diesem Stil auch moderne Animationstechniken für Aufnahmen, die sonst nicht möglich wären. Sie ist durch das Programm Toom Boom Harmony am Computer animiert, das mit hunderten handgemachten Zeichnungen der Figuren „gefüttert“ wurde, und enthält handgemalte Wasserfarbenhintergründe. Basierend auf Fleischer-Kurzfilme sind einige Hintergründe in Schlüsselszenen durch Stop-Motion animiert.
Künstlerische Leiterin Andrea Fernández war dafür zuständig, den visuellen Stil der Serie zu kreieren, was auch enthielt, wie die Hintergründe auch digital animiert noch die Qualität handgemalter Wasserfarbenbilder aufweisen, wofür sie sechs Monate an Recherche aufwandt. Jede Episode enthält etwa 100 Hintergründe. Fernández entwickelte für jede Episode, die neue Figuren enthält, verschiedene Farbpaletten. Für ihre Recherche durchforstete sie etwa das Disney-Archiv und andere Archive online, um originale Illustrationen statt Filme auf der Leinwand anzuschauen.
Die Animation wurde durch das irische 2D-Animationsstudio Lighthouse Studios geleistet. Die Animation im Vorspann, die mit Easter Eggs gefüllt wurde, stammt von dem Stop-Motion-Studio Screen Novelties. Dieses war auch für Stereoskopie-Aufnahmen verantwortlich, zu denen etwa das erste Bild der Hütte gehört.

### Musik
Das Titellied im Vorspann wurde von Wasson und Segurson geschrieben und von Ego Plum, dem Komponisten der Serie, ausgearbeitet. Die deutsche Fassung des Titelliedes wurde von Franciska Friede gesungen; im Original ist die Sängerin Gizzelle Andrea Becerra.
Angelehnt an frühe Cartoons von Betty Boop, in denen die Figur Koko der Clown vom Jazzsänger Cab Calloway gesprochen wurde, performen der Teufel und König Würfel Jazznummern mit Scatting.
Für den Soundtrack orientierte Plum sich hauptsächlich an Raymond Scott, der mit seinem Quintett „erzählerischen Jazz“ spielte. Seine Arrangements waren von Carl Stalling von Warner Brothers in den Looney Tunes eingesetzt worden. Ein weiterer Einfluss war Leroy Shield, Komponist für Laurel und Hardy. Ursprünglich hatte Plum geplant, eine Gruppe Musiker in einem Raum vor einem zentralen Mikrofon aufzunehmen. Dies war durch die COVID-19-Pandemie nicht möglich, sodass die individuellen Musiker ihre einzelnen Parts selber aufnahmen, die Plum im Studio zur Band kombinierte.

### Figuren und Handlung
Da sich das Spiel stark auf das Gameplay mit vielen Bosskämpfen und minimaler Handlung konzentrierte, hatte das Team der Serie wenig Basis für die Persönlichkeit der Figuren, dafür mehr Freiheit, diese und die Handlung auszugestalten. Jede Idee stellte Wasson den Moldenhauer vor, die Regeln hatten, wie ihre Figuren sich verhalten sollten, aber erlaubten den Autoren, mit dem zu spielen, was aus dem Spiel bekannt war. Während die Dynamik der Figuren Tassilo und Pottkopp im Spiel auf der Beziehung der Brüder Moldenhauer basiert, hat Wasson sie nach seinen zwei Teenager-Söhnen angelegt. Zusätzlich ist Pottkopp nach Lou Costello modelliert und der Teufel nach Tim Currys Frank-n-Furter in The Rocky Horror Picture Show.
Bezüglich der Erzählstruktur kombiniert die Serie das klassische episodische Format mit dem moderneren seriellen Erzählen, indem es sowohl viele wie eigenständige Cartoonkurzfilme für sich stehende Episoden gibt als auch einen übergreifenden Handlungsbogen mit dem Teufel. Wasson hatte ursprünglich geplant, dass die Serie vollständig episodisch aufgebaut sein sollte, aber befand, dass eine Handlung, die sich über eine Staffel erstreckt, besser zu dem Bingewatching bei Netflix passen würde.

## Rezeption
Wie Jesse Lab von The Escapist zusammenfasst, war die Wahrnehmung der Serie gemischt. Fans des Videospiels und Kritiker waren enttäuscht, dass sie so kurz sei und es an Gehalt fehle, sodass sie sich mehr wie eine gewöhnliche Kinderserie anfühle. Aber nach Lab sei es völlig in Ordnung und klug, dass sie auf ein Publikum junger Kinder anstelle von erwachsenen Gamern abziele. Dass die Serie zu der Struktur eigenständiger Episoden zurückkehre, sei sowohl erfrischend wie auch gegenteilig zu dem, was von modernen Zeichentrickserien erwartet werde, nämlich Epen über mehrere Staffeln mit erzählerischer Tiefe. Kinder aus der Zielgruppe aber würden einen lebhaften und vergnügten Cartoon entdecken und wahrscheinlich unterhaltsam finden.

## Auszeichnungen
- 2022 Festival d’Animation Annecy: Nominierung als Beste Fernsehproduktion
- 2022 The Game Awards: Nominierung als Beste Adaption
- 2022 Children & Family Emmy Awards:
  - Nominierung als Beste Animationsserie
  - Auszeichnung für Individuelle Leistung in Animation an Ivan Aguirre (Hintergrundmaler)
- 2023 Children & Family Emmy Awards:
  - Nominierung für Bestes originales Lied eines Kinderprogramms an Ego Plum (Komponist) und David Wasson (Texter)
  - Auszeichnung für Beste Regie einer Animationsserie an Clay Morrow und Adam Paloian
- 2023 Annie Awards:
  - Nominierung für Storyboarding in einer Animationsserie an Karl Hadrika
  - Auszeichnung für Musik in einer Animationsserie an Ego Plum, Cosmo Segurson und David Wasson